# Akihiko Kamikawa
Akihiko Kamikawa (神川 明彦 Kamikawa Akihiko?), född 9 juli 1966 i Kanagawa prefektur, är en japansk före detta fotbollsspelare och tränare.
Kamikawa har tränat J3 League-klubbar, Grulla Morioka.